# Кимирсения
Кимирсения (кор. 김일성화?, 金日成花?, Кимильсонхва) — сорт-гибрид орхидеи, Дендробиум «Ким Ир Сен». Другой цветок — кимченирия, был назван в честь сына Ким Ир Сена — Ким Чен Ира. Ни кимирсения, ни кимченирия не являются национальными цветками КНДР. Национальный цветок страны — магнолия.
Правительство КНДР заявило, что несравненный характер Ким Ир Сена «полностью отражён в бессмертном цветке», который «цветёт на всех пяти континентах».

## Название
По данным опубликованной в Пхеньяне книги «Корея в XX веке: 100 значимых событий», Ким Ир Сен путешествовал по Индонезии, чтобы встретиться со своим товарищем Сукарно. Для Ким Ир Сена была организована экскурсия по Богорскому ботаническому саду, где
Он остановился перед особенным цветком, чей стебель был прямым, его лепестки были яркими, создавая невозмутимую внешность, розовый цвет передавал его утончённость и совершенство. Он сказал, что растение смотрится великолепно, что говорит о большом успехе в их выращивании. Сукарно сказал, что растение ещё не имеет названия, и что он хотел бы назвать его в честь Ким Ир Сена. Ким Ир Сен отклонил его предложение, но Сукарно настаивал, чтобы уважаемый Ким Ир Сен дал ему право на такую великую честь, так как Ким Ир Сен уже сделал великое дело для всего Человечества.

## Ежегодные празднества
Кимирсению ежегодно показывают на выставке в Пхеньяне. Традиционно, посольства иностранных государств в КНДР представляют свои собственные букеты цветов на ежегодной выставке.

## В филателии
20 августа 1984 года в КНДР в серии «Цветы» выпущен почтовый блок с изображением кимирсении и надписью на полях «Цветок Ким Ир Сена» (англ. Kimilsung Flower).